# 海南省三沙市中级人民法院
海南省三沙市中级人民法院是中国海南省三沙市的中级人民法院。是中国最南端的中级法院，成立于2012年7月24日，驻三沙市西沙区永兴岛北京路1号，与三沙市党、政、军、司法机关在同一地址。现任院长为戴义斌。
2017年12月16日，最高人民法院数字图书馆三沙中院分馆于永兴岛成立。

## 机构设置
- 行政综合办公室（含组织人事、监察、党务）
- 审判业务庭
- 执行局
- 司法警察支队

## 对应基层人民法院
- 海南省三沙市三沙群岛人民法院，是三沙市中级人民法院唯一的基层人民法院[5]

## 历任院长
1. 罗毅刚（2012年7月[6]—2016年8月[7]）
2. 戴义斌（2016年8月至今）